# Gertrud Larsson
Gertrud Larsson, född 10 november 1972 i Kristianstad, är en svensk dramatiker, regissör och satiriker.
Gertrud Larsson växte upp i Kristianstad och utbildade sig till dramatiker 2001–04 vid Dramatiska institutet i Stockholm. Hon var konstnärlig ledare för Teater Scenario 2007–08.
Hon utgör tillsammans med Åsa Asptjärn satirgruppen Åsa & Gertrud, som bland annat varit ett regelbundet inslag i radioprogrammet Freja i Sveriges Radio P1. Larsson och Asptjärn var under 1990-talet medlemmar i satirgruppen Trollpackorna. Tillsammans gör Larsson och Asptjärn sedan sommaren 2016 satirserien Utkantssverige för Sveriges Radio. 

## Priser
- 2009 Kristianstadsbladets kulturpris, med motiveringen: "Gertrud Larsson ser, med nyfiken, kritisk och kunnig blick, på samhället, människorna och skeendet. Hon undersöker, ifrågasätter och problematiserar.[3]
- 2014 Det svenska Ibsensällskapets Ibsenpris
- 2014  Henning Mankell-stipendiet för att hon "genom sitt arbete visat socialt och politiskt engagemang samt intresse för Sveriges förhållande till omvärlden".[4]

- 2015 Medeapriset, med motiveringen: "Gertrud Larsson är vår tids uttolkare av vardagliga händelser. Hon besitter en alldeles särskild förmåga att handfast fånga skeenden orkestrerade av ett fåtal människor med makt, som påverkar väldigt många. --- Tragiska händelser återges med största komik på ett helt eget språk som bjuder in till lyssnande och skapar igenkänning".[5]

## Pjäser i urval[2]
- 2003  Babiandamen (uppförd på Orionteatern, Stockholm)
- 2005 Älgaslag (uppförd på Regionteatern Blekinge Kronoberg)
- 2005  Mary Wollstonecraft - frihet, jämlikhet och revolution tillsammans med Gunilla Boëthius, Mia Törnqvist, Sofia Fredén och Margareta Garpe (uppförd på Uppsala Stadsteater)
- 2005 Sparrisgulasch - soppteater om statsvetenskap tillsammans med Carsten Palmaer  (uppförd på Uppsala Stadsteater)
- 2004 Carmencita Rockefeller  (uppförd på Teater 23, Malmö)
- 2003 Stackars X eller Bob Marley dog av cancer i foten (uppförd på Teater 23, Malmö)
- SMHI (uppförd på Boulevardteatern, Stockholm)
- 1998 Backfisch (uppförd på Teater Nike, Malmö)
- 2007 Gasen i botten, Dalateatern i Falun
- 2009 Asylshopping/Flykten till Halland (uppförd på Teater Halland)
- 2011 Blåvingar
- 2012 Den flygande handläggaren, Uppsala stadsteater
- 2013 Världens lyckligaste kycklingar, Teateretablissemanget
- 2014 Hela folkets järnväg, Uppsala stadsteater
- 2014 Glasjesus, Regionteatern Blekinge Kronoberg i samarbete med Byteatern i Kalmar
- 2016 Främling för Riksteatern 2016 (inställd dagen före planerad premiär)
- 2017 Surströmning (medförfattare Åsa Asptjärn), samarbete mellan sex danska teatrar.
- 2017 Tidningshuset som Gud glömde, Göteborgs stadsteater

## Diskografi
- Trollpackorna: Trollpackorna, 1995
- Åsa & Gertrud: Sketcher att älska till, 1998